# Robert Ford
Robert Newton Ford (Contea di Ray, 8 dicembre 1861 – Creede, 8 giugno 1892) è stato un pistolero statunitense, conosciuto per essere l'assassino di Jesse James.

## Biografia
Figlio di James Thomas Ford (1813-1884) e Mary Ann Bruin (1819-1871), il più giovane di sette fratelli. Da ragazzo, Ford iniziò ad ammirare Jesse James per i suoi precedenti nella guerra civile e per le sue imprese criminali, arrivando infine a incontrarlo nel 1880 all'età di 18 anni.

## L'assassinio di Jesse James
Il 3 aprile 1882, dopo aver mangiato, Jesse James, Robert Ford, neo-membro della sua banda, e il fratello Charlie Ford, ormai a sua volta entrato nelle grazie di Jesse, erano in camera da letto. Era una mattina molto afosa Jesse si tolse il cinturone con i due revolver, gettandoli sul letto e coprendoli con il cappotto; lo fece perché le finestre e le porte erano aperte per il caldo e non voleva che la gente che passava per strada si insospettisse troppo vedendolo armato anche in casa. Jesse, dopo essersi accorto che un quadro appeso al muro di casa sua era storto, salì su una sedia per raddrizzarlo.
I due fratelli, che erano alle sue spalle, ne approfittarono, dato che quella era l'unica occasione per poterlo uccidere: estrassero i revolver e li puntarono alle sue spalle, ma solo Robert Ford sparò un colpo, diretto alla nuca, utilizzando una Smith&Wesson Schofield calibro. 45 nichelata e con manico in madreperla regalatagli dallo stesso Jesse. Pare che avesse ricevuto l'incarico dai Pinkerton, i più famosi detective dell'epoca e da tempo alla caccia del famoso bandito fino a quel momento inafferrabile.

## Biopic
Ispirato al rapporto tra Jesse James e Robert Ford nel 2007 uscì il film L'assassinio di Jesse James per mano del codardo Robert Ford diretto da Andrew Dominik, prodotto da Ridley Scott e da Brad Pitt, che nel film interpreta la parte del fuorilegge. Casey Affleck invece è Robert Ford, interpretazione che gli ha valso la nomitation ai Golden Globe e agli Oscar.